# Via Antonio Brasavola
Via Antonio Brasavola, o più semplicemente Via Brasavola, si trova nella parte medievale di Ferrara, nata prima dell'Addizione Erculea. Inizia da via Ghisiglieri e finisce in via Camposabbionario.

## Origini del nome

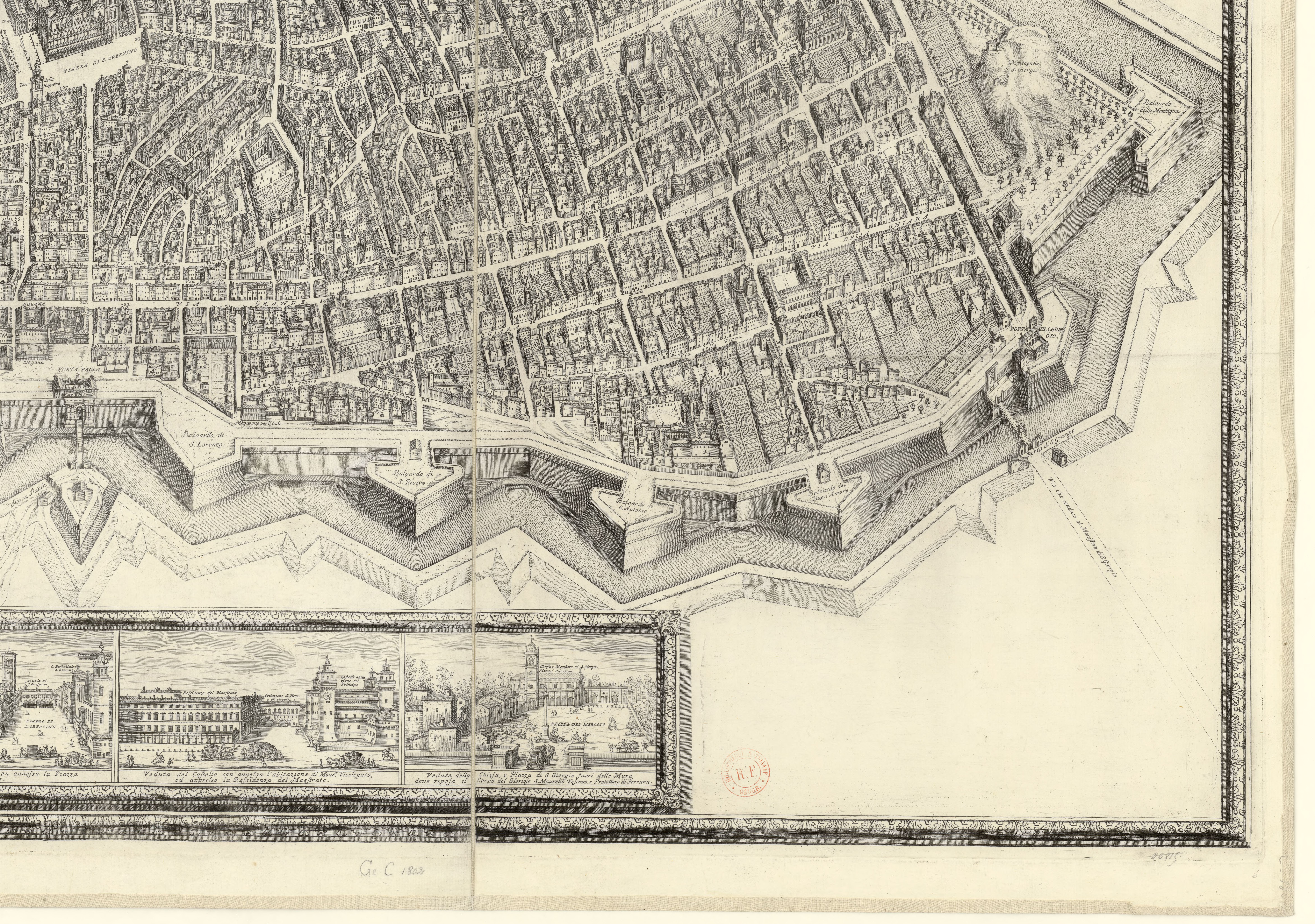
Pianta ed alzato della città di Ferrara di Andrea Bolzoni con l'area cittadina dove si trova via Brasavola con la denominazione in uso al suo tempo: via di Pan Perso

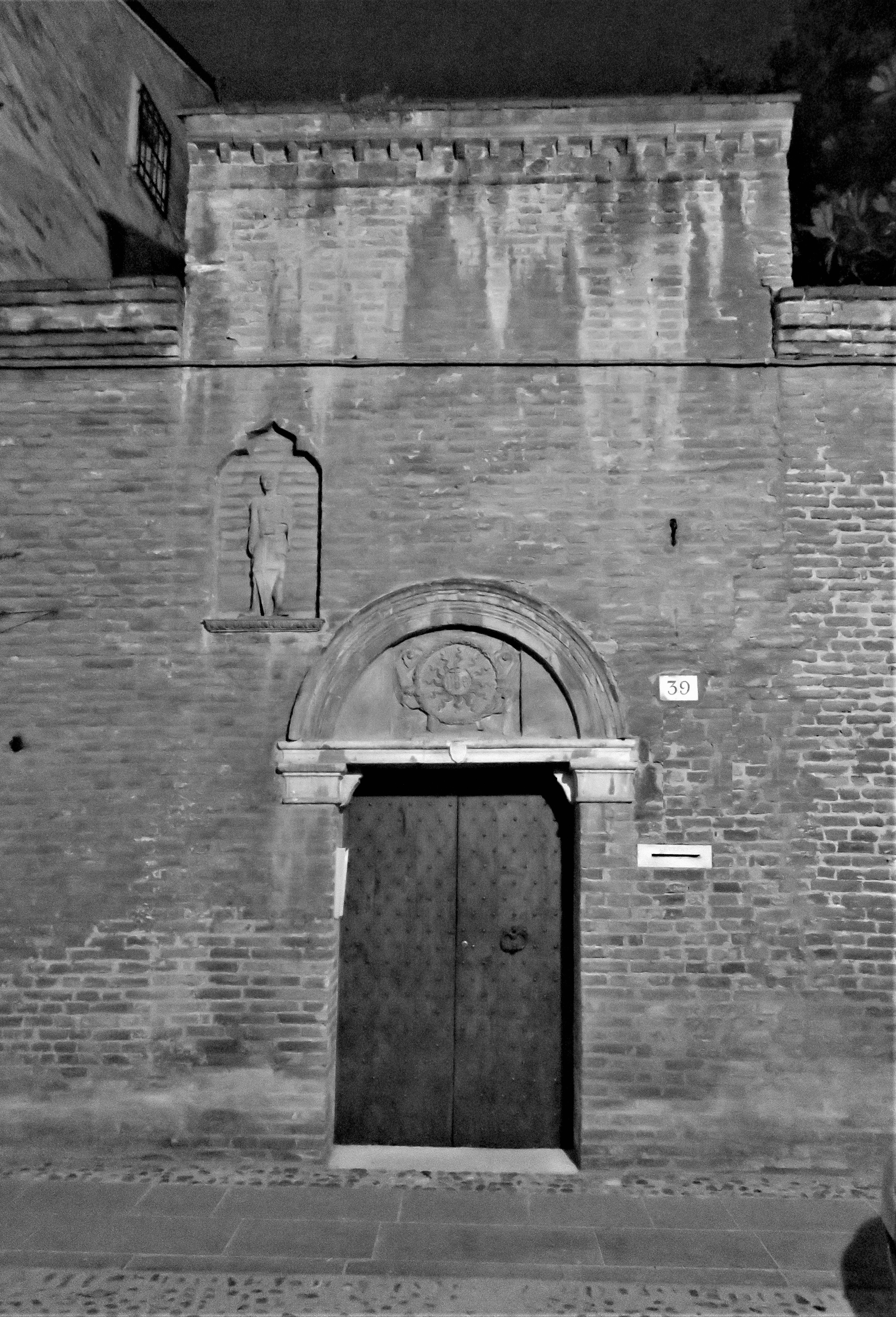
Oratorio San Lodovico

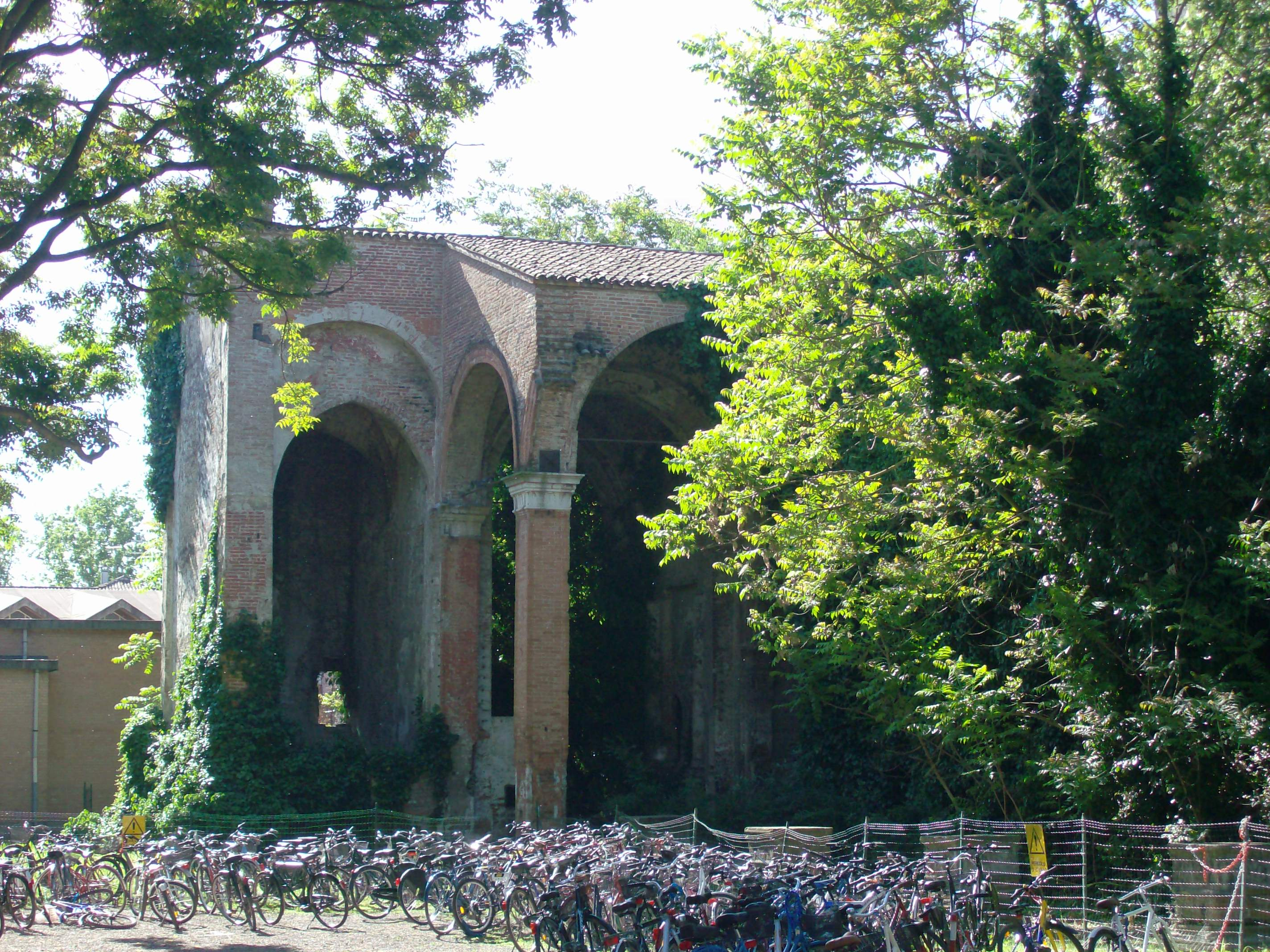
Ruderi della chiesa di Sant'Andrea

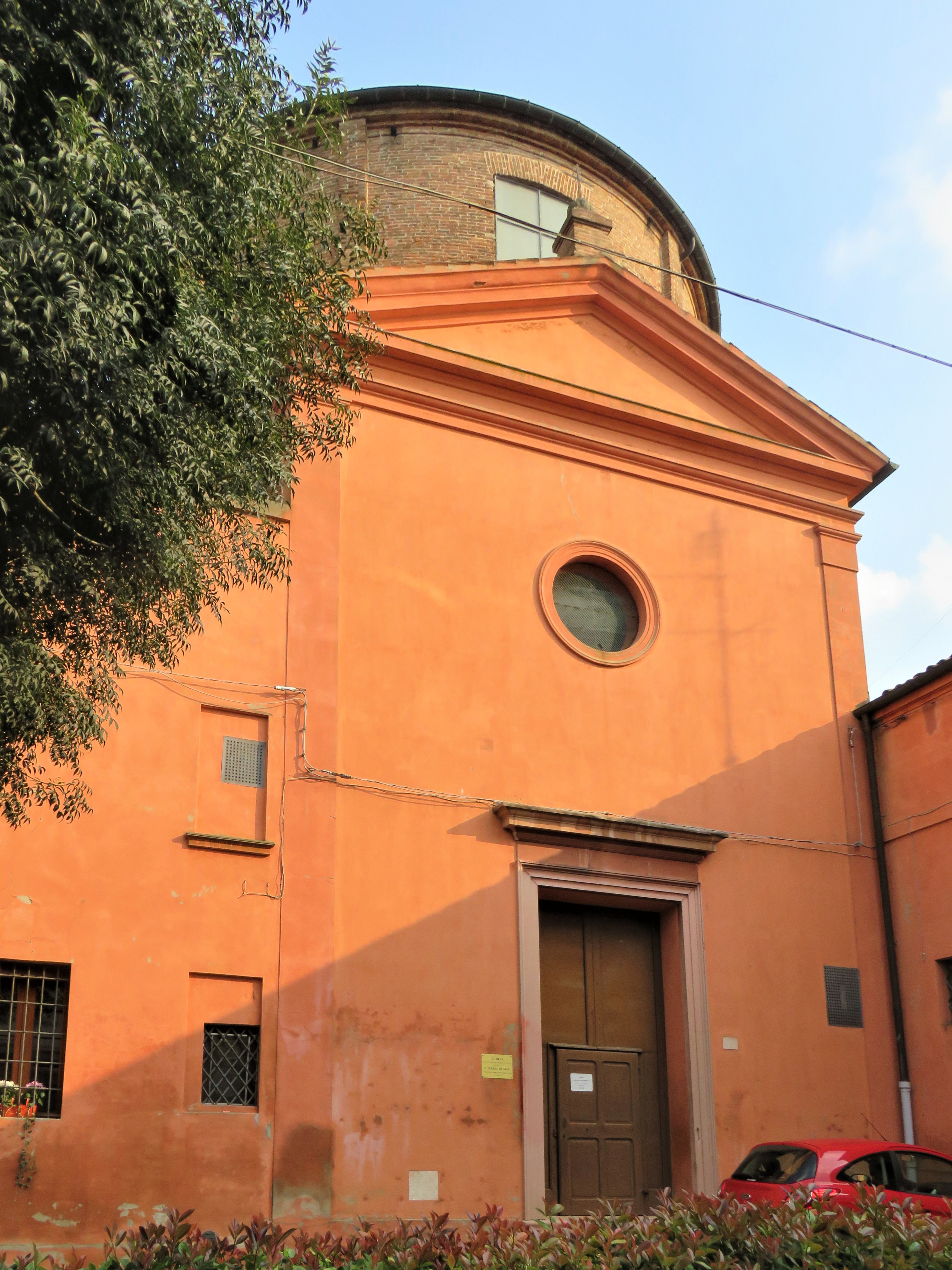
Chiesa di Santa Teresa Trasverberata

Nel tratto da via Ghisiglieri a via del Mellone anticamente era chiamata Strada di San Vitale perché vi era stata costruita una basilica della quale si hanno notizie sin dall'anno 971. Fu ristrutturata nel 1088 e affidata ai monaci di Montecassino infine soppressa nel 1725 e poi completamente demolita. Fu nota poi come Via di Pan Perso. Il nome di Via Brasavola le viene dalla presenza, sulla via, dell'abitazione del nobile casato dei Brasavola.

## Storia
La chiesa più antica costruita sulla via, già attorno al X secolo, fu la basilica di San Vitale. Dopo il suo abbandono come luogo di culto venne utilizzata come ossario comune per tutti i resti raccolti dalle chiese cittadine. Nel tratto che unisce il sito di Sant'Andrea con Borgo Vado esisteva un vicolo stretto che terminava in via Coperta chiamato vicolo del Leone e anche vicolo del Gamberetto perché vi abitavano diversi pescatori di gamberi che poi andavano in città a venderli.

## Luoghi d'interesse
- Casa al numero 28. Merita attenzione per l'arco di accesso al piccolo e stretto cortile e per la presenza di una targa sulla sua facciata esterna che riporta la scritta, in caratteri gotici "1434, Nota Che Questa È La Chon-Fine Dela Parrocchia Di Sant'Andrea".[1]
- Palazzo Turchi Fiaschi.[3]
- Oratorio di San Lodovico. L'edificio è documentato sin dal 1438 e fu sede di una confraternita. Venne soppresso con l'arrivo delle truppe di occupazione francesi e parte delle sue opere d'arte fu trasferita in altri siti, come ad esempio la Crocifissione con San Lodovico, che venne collocata nella chiesa di San Cristoforo alla Certosa.[4]
- Chiesa e monastero di Santa Teresa Trasverberata. Nel 1739 le prime cinque monache carmelitane scalze iniziarono a riunirsi in un'abitazione vicina. Poco a poco la loro comunità crebbe sino a far nascere il nuovo convento. Il tempio fu consacrato alla Trasverberazione del Cuore di Santa Teresa di Gesù. Dopo il periodo dell'invasione napoleonica che soppresse monasteri, chiese ed ordini religiosi, nel 1821, alle monache fu possibile riprendere la vita precedente. L'antico convento nel frattempo era stato in parte demolito ma rimasero l'edificio principale, due giardini e il grande orto delimitati da un alto muro di cinta.[5]
- Chiesa e monastero di Sant'Andrea. Venne edificata intorno all'XI secolo [6]. Nel 1438 fu consacrata  in modo solenne da papa Eugenio IV che si trovava a Ferrara per il Concilio ecumenico e durante la signoria degli Este divenne una delle più importanti chiese della città. Vi furono sepolti Biagio Rossetti, Alberto Schiatti, Giovan Battista Aleotti e Giuseppe Mazzuoli. Fu chiusa al culto nel 1866 e successivi crolli e demolizioni l'hanno ridotta a rudere.